# Glandirana emeljanovi
Glandirana emeljanovi es una especie de anfibio anuro de la familia Ranidae.

## Distribución geográfica
Esta especie se encuentra entre los 100 y 300 m de altitud:
- en Corea del Norte;
- en Corea del sur;
- en el noreste de la República Popular de China.[5]

Su presencia es incierta en Rusia.

## Descripción
Rana emeljanovi mide de 40 a 60 mm. Esta rana tiene la piel arrugada con manchas oscuras irregulares y es tóxica. Gaegurines péptidos antimicrobianos fueron aislados de esta especie.

## Reproducción
Los huevos se ponen a finales de la primavera (hasta finales de mayo). Los renacuajos pasan su primer invierno en la etapa larvaria y no se metamorfosean hasta el verano siguiente.

## Publicación original
- Nikolskii, 1913 : Rana emeljanovi sp. n.. Annuaire du Musée Zoologique de l’Académie Impériale des Sciences de St. Pétersbourg, vol. 18, p. 148-150.[6]